# Kapitalbilanz
Die Kapitalbilanz (englisch capital account) erfasst als Teilbilanz der Zahlungsbilanz die Direktinvestitionen, Wertpapieranlagen, Finanzderivate und Mitarbeiteraktienoptionen, den übrigen Kapitalverkehr sowie die Währungsreserven eines Staates innerhalb einer bestimmten Rechnungsperiode.

## Allgemeines
Wie alle Bilanzen, so ist auch die Kapitalbilanz eine Gegenüberstellung von Aktivseite und Passivseite. Die Differenz zwischen beiden heißt Saldo, der auf der Seite mit den betragsmäßig geringeren Bilanzpositionen erscheint, so dass die Kapitalbilanz formal stets ausgeglichen ist.
Zur Zahlungsbilanz – die sämtliche Transaktionen des Inlands mit dem Ausland erfasst – gehören die Teilbilanzen Leistungsbilanz, Devisenbilanz, Vermögensänderungsbilanz, Kapitalbilanz und Restposten. Dabei folgt die deutsche Zahlungsbilanzstatistik den 2009 aufgestellten Konzepten und methodischen Vorgaben des Internationalen Währungsfonds (IWF) seit 2014. Sie enthalten Regelungen zur Zahlungsbilanz und zum Auslandsvermögensstatus. Die Kapitalbilanz wird hierin definiert als Bilanz mit Forderungen und Verbindlichkeiten für nicht-produziertes und nicht-finanzielles Vermögen und Kapitaltransfers zwischen Inländern und Ausländern. Sie erfasst Anschaffung und Veräußerung dieses Vermögens wie beispielsweise Verkauf, Vermietung und Lizenzen.

## Aggregationen
Die in der Leistungsbilanz abgebildeten realwirtschaftlichen Transaktionen (Güterströme der Exporte und Importe) haben meist einen monetären Zahlungsstrom zur Folge, der überwiegend durch Gegenbuchung in der Kapitalbilanz abgebildet wird. Die Kapitalbilanz ohne Auslandstransaktionen der Zentralbank ist die Kapitalbilanz im engeren Sinn. Diese und die Devisenbilanz ergeben (einschließlich ungeklärter Restposten) die Kapitalbilanz im weiteren Sinne. Spricht man von der Kapitalbilanz, ist die Kapitalbilanz im engeren Sinne gemeint.

## Inhalt
Bestandteile der Kapitalbilanz sind
- Direktinvestitionen: Finanzbeziehungen zu in- und ausländischen Unternehmen, sofern dem Kapitalgeber 10 % oder mehr der Anteile oder Stimmrechte unmittelbar bzw. unmittelbar und mittelbar zusammen mehr als 50 % zuzurechnen sind; einschließlich Zweigniederlassungen und Betriebsstätten. Als Direktinvestitionen gelten auch kurzfristige Finanz- und Handelskredite, Baustellen mit einer Dauer über einem Jahr sowie alle Anlagen in Grundbesitz.
- Wertpapieranlagen: Käufe und Verkäufe von Wertpapieren (Aktien, Anleihen, Investmentzertifikate) und Geldmarktpapieren.[6]
- Übriger Kapitalverkehr: Enthält insbesondere langfristige Finanz- und Handelskredite (internationaler Kreditverkehr) sowie Bargeld und Bankeinlagen im Ausland.
- Sonstiges: Enthält Finanzderivate und Mitarbeiteraktienoptionen sowie Währungsreserven.

Die Kapitalbilanz zeigt insgesamt Kapitaltransfers von Forderungen und Verbindlichkeiten zwischen Inländern und Ausländern und die Anschaffung und den Erwerb von nicht-produziertem und nicht-finanziellen Vermögen.
```
    Netto-
Forderungen

    - Netto-
Verbindlichkeiten

    = 
Ersparnis

    - 
Anschaffung
 von nicht-produziertem und nicht-finanziellen Vermögen
    + 
Veräußerung
 von nicht-produziertem und nicht-finanziellen Vermögen
    + gezahlte Kapitaltransfers
    - vereinnahmte Kapitaltransfers
    = Saldo Kapitalbilanz
```

Unter „nicht-produziertem und nicht-finanziellen Vermögen“ sind natürliche Ressourcen (Land, Wasser, Fischereirechte), immaterielle Vermögensgegenstände (wie Lizenzen, Patente oder Vermietungen) und Firmenwerte (Logos, Marken, Trademarks, Domainnamen) zu verstehen. Nach diesem neuen Konzept ist die Veränderung der zugrunde liegenden Bestände ausschlaggebend. Zunahmen bei Forderungen und Verbindlichkeiten erhalten ein Plus-, Abnahmen dagegen ein Minuszeichen. Dadurch ändert auch der Saldo der Kapitalbilanz sein Vorzeichen. Anders als bisher signalisiert jetzt ein Plus (positiver Saldo der Kapitalbilanz) einen Netto-Kapitalexport ins Ausland, weil damit eine Zunahme des Netto-Auslandsvermögens verbunden ist, ein Minuszeichen signalisiert einen Netto-Kapitalimport aus dem Ausland.
Als Kapitalexporte werden Zunahmen von Forderungen gegen Ausländer sowie Abnahmen von Verbindlichkeiten gegenüber Ausländern verstanden und erscheinen als positive Position in der Kapitalbilanz. Kapitalimporte sind wiederum alle Abnahmen von Forderungen gegen Ausländer und Zunahmen von Verbindlichkeiten gegenüber Ausländern und stellen eine negative Position in der Kapitalbilanz dar.

## Eingliederung in die Zahlungsbilanz
Die einzelnen Teilbilanzen der Zahlungsbilanz erfassen die Transaktionen wie folgt:
| Art der Bilanz     | Aktivseite                                            | Passivseite                                       |
| ------------------ | ----------------------------------------------------- | ------------------------------------------------- |
| Handelsbilanz      | Exporte                                               | Importe                                           |
| Kapitalbilanz      | Kapitalimporte                                        | Kapitalexporte                                    |
| Devisenbilanz      | Verminderung der Währungsreserven bei der Zentralbank | Erhöhung der Währungsreserven bei der Zentralbank |
| Übertragungsbilanz | Übertragungen aus dem Ausland                         | Übertragungen an das Ausland                      |

Gliederung der Zahlungsbilanz
- Leistungsbilanz
  - Handelsbilanz
  - Dienstleistungsbilanz
  - Übertragungsbilanz
- Kapitalbilanz
  - Inländische Nettokapitalanlagen im Ausland
    - Direktinvestitionen
    - Wertpapieranlagen
    - Kredite (und sonstige Anlagen)

  - Ausländische Nettokapitalanlagen im Inland
    - Direktinvestitionen
    - Wertpapieranlagen
    - Kredite (und sonstige Anlagen)
- Devisenbilanz (Veränderung der Währungsreserven)[10]
- Ausgleichposten und statistisch nicht erfasste Transaktionen.

In der Kapitalbilanz erfolgt eine Gegenbuchung oder es wird eine Zahlung über den Devisenmarkt vorgenommen. Diese Veränderung der Währungsreserven wird in der Devisenbilanz ausgewiesen.

## Beispiele
- (a) Ein deutscher Exporteur liefert für 4 Mio. € Äpfel nach Bulgarien auf Basis eines 90-Tage-Kredites (d. h.: der bulgarische Importeur geht eine Verbindlichkeit über 4 Mio. € ein)
- (b) Ein Deutscher erhält eine Dividendenzahlung von einer ihm gehörenden Fabrik im Ausland in Höhe von 2 Mio. €, welche er wieder zur Reinvestition für diese Fabrik nutzt.
- (c) Ein deutscher Importeur kauft für 15 Mio. € Waschmaschinen von einem amerikanischen Hersteller und bezahlt diesen Kauf mit Hilfe eines Kredites von einer amerikanischen Bank, die dieses Geschäft finanziert.[11]

|                           | a  | b  | c   | insgesamt |
| ------------------------- | -- | -- | --- | --------- |
| Leistungsbilanz           |    |    |     | −9        |
| Handelsbilanz             |    |    |     | −11       |
| Exporte                   | +4 |    |     | +4        |
| Importe                   |    |    | −15 | −15       |
| Dienstleistungsbilanz     |    |    |     |           |
| Zinsen                    |    |    |     |           |
| Dividenden                |    | +2 |     | +2        |
| Kapitalbilanz             |    |    |     | +9        |
| Netto-Auslandsinvestition |    | −2 |     | −2        |
| Netto-Kredite kurzfristig | −4 |    | +15 | +11       |
| Netto-Kredite langfristig |    |    |     |           |
| Zahlungsbilanz            |    |    |     | 0         |

Laut Angaben des Internationalen Währungsfonds waren 2006 per Saldo (Kapitalexporte minus -importe) die größten Kapitalexporteure China, Japan, BRD und Russland mit Anteilen an allen Netto-Kapitalexporten der Welt von 13,5 %, 12,2 %, 8,8 % und ebenfalls 8,8 %. Mit Abstand der größte Netto-Kapitalimporteur waren 2006 die USA mit 63,7 %, gefolgt von Spanien 7,4 %, Großbritannien 4,1 % und Australien mit 3,0 % jeweils an den Netto-Importen der Welt.